# Wuisse
Wuisse ist eine französische Gemeinde mit 62 Einwohnern (Stand 1. Januar 2022) im Département Moselle in der Region Grand Est (bis 2015 Lothringen). Sie gehört zum Arrondissement Sarrebourg-Château-Salins.

## Geographie
Wuisse liegt 58 Kilometer südöstlich von Metz und zehn Kilometer nordöstlich von Château-Salins im Regionalen Naturpark Lothringen auf einer Höhe zwischen 216 und 331 m über dem Meeresspiegel. Das Gemeindegebiet umfasst 14,56 km².
Zu Wuisse gehören die Ortsteile Arlange (dt. früher Elringen), Bas Kœking (Unter-Köcking), Haut de Kœking (Ober-Köcking), Kœking (Köcking), Neuf Kœking (Neu-Köcking) und Le Bichelibourg (Büchelburg).

## Geschichte
Das alte Dorf gehörte früher zum Herzogtum Lothringen und wurde schon 1037 erwähnt. Laut Ernest Nègre geht der Ortsname auf das deutsche Wort Wiese zurück. Die Kirche wurde bereits 1093 genannt, als sie von einem Grafen Metfried dem Priorat St. Christoph von Lay zugeteilt wurde. 1372 erhielt Kloster Vergaville hier Güter.
Durch den Frankfurter Frieden vom 10. Mai 1871 kam die Region an Deutschland und das Dorf wurde dem Kreis Château-Salins im Bezirk Lothringen des Reichslandes Elsaß-Lothringen zugeordnet. Die Dorfbewohner betrieben Getreide-, Wein- und Obstanbau.
Durch kaiserlichen Erlass vom 2. September 1915 erhielt Wuisse den amtlichen deutschen Namen Wiß.
Nach dem Ersten Weltkrieg musste die Region aufgrund der Bestimmungen des Versailler Vertrags 1919 an Frankreich abgetreten werden. Im Zweiten Weltkrieg war die Region von der deutschen Wehrmacht besetzt und stand unter deutscher Verwaltung. Das Dorf trug von 1940 bis 1944 erneut den eingedeutschten Namen Wiß.

### Bevölkerungsentwicklung
| Jahr      | 1962 | 1968 | 1975 | 1982 | 1990 | 1999 | 2007 | 2019 |
| Einwohner | 74   | 94   | 83   | 74   | 71   | 77   | 60   | 60   |

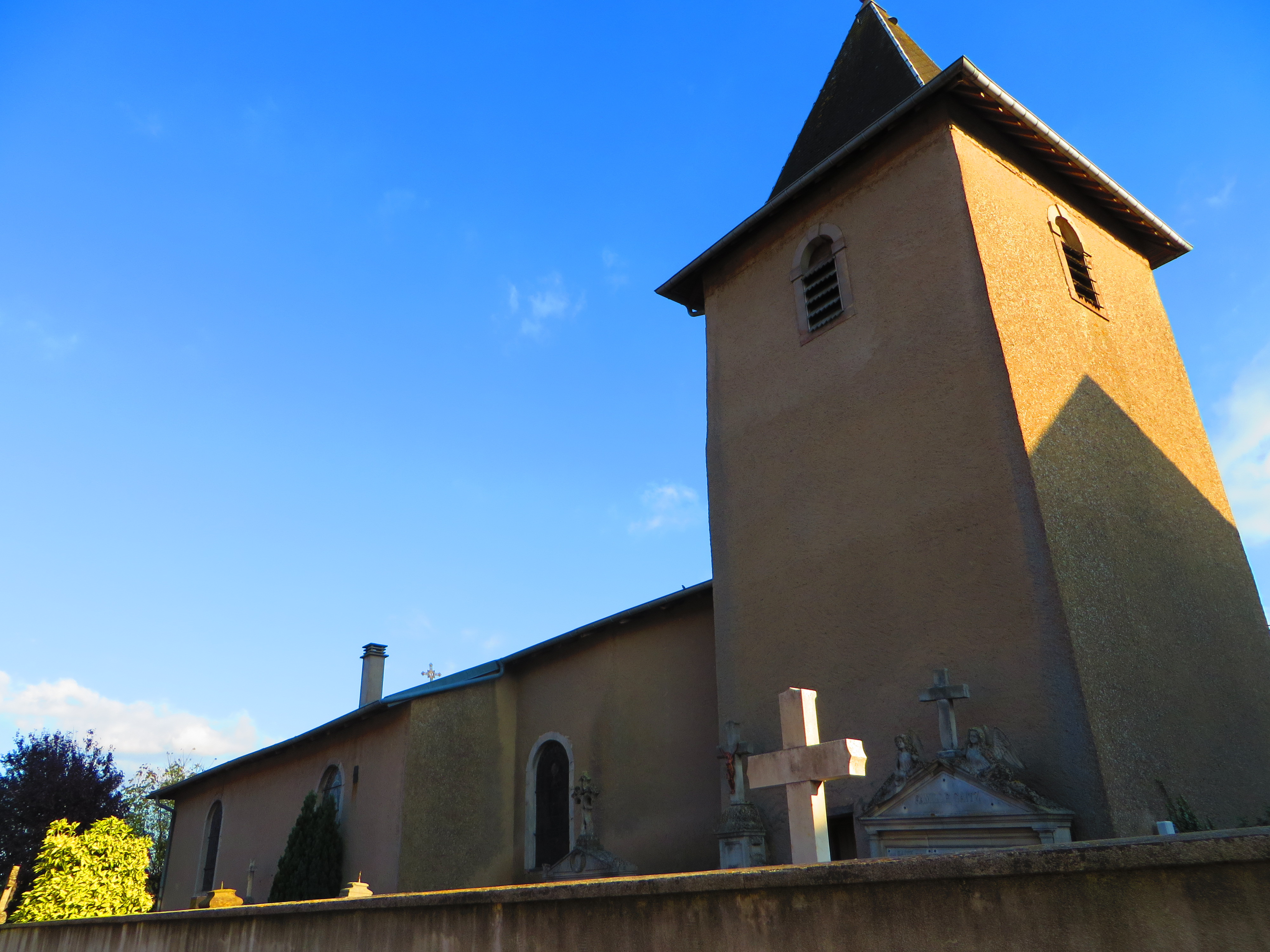
Kirche St. Pierre
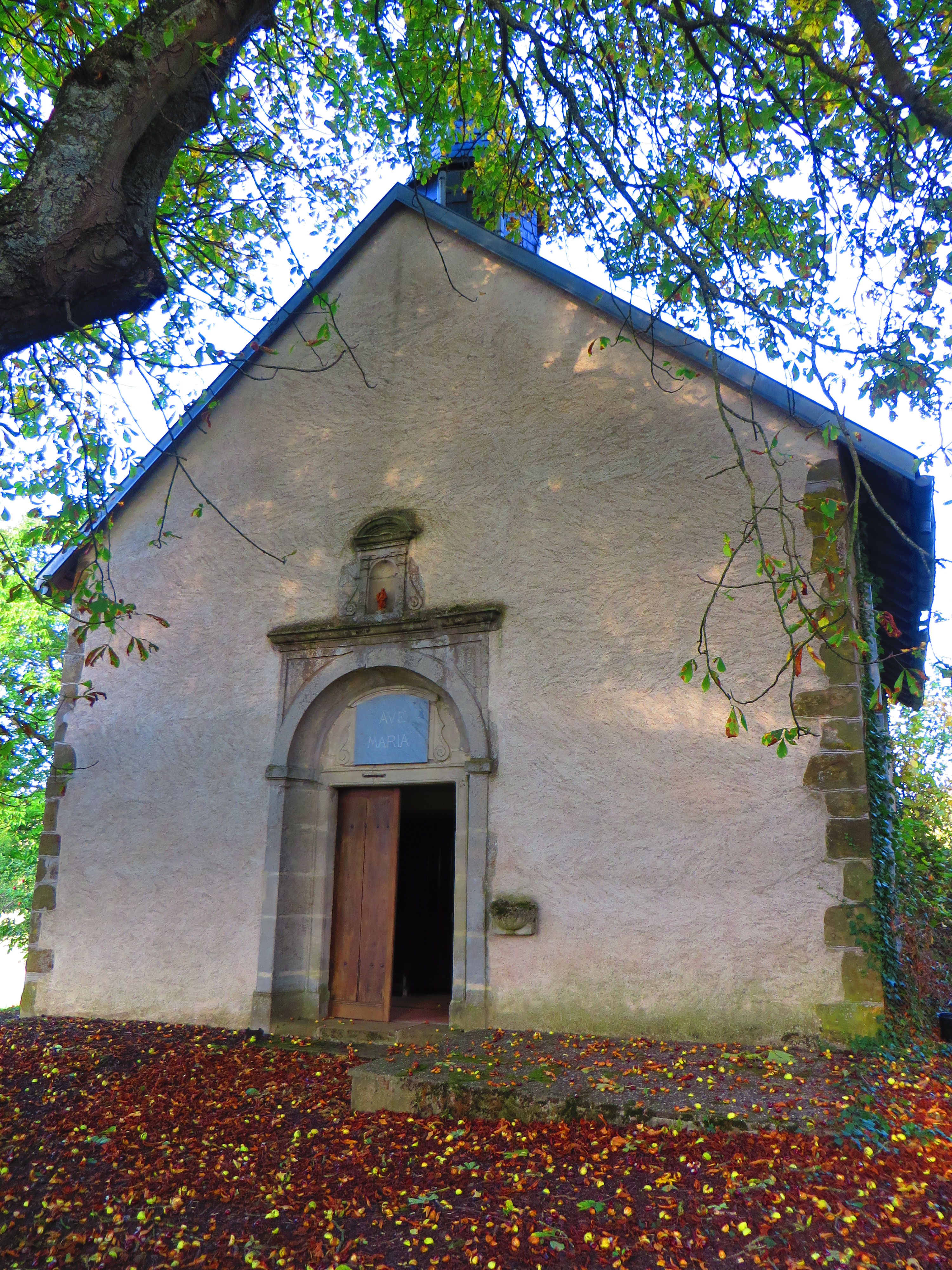
Kapelle Notre-Dame im Ortsteil Arlange

## Persönlichkeiten
- Johann Labroise (1856–1921), Gutsbesitzer und Mitglied des Deutschen Reichstags